# Kabala, Sierra Leone
Kabala este un oraș în Sierra Leone.

## Populația
2008 (conform estimărilor): 18.457 loc.

1963 (recensământ): 4.160 loc.

1974 (recensământ): 10.335 loc.

1985 (recensământ): 13.923 loc.